# Makhete Diop
Makhete Diop (sinh ngày 8 tháng 7 năm 1987) là một cầu thủ bóng đá người Sénégal. Hiện tại anh thi đấu cho Shabab Al-Ahli, thi đấu ở Arabian Gulf League ở Các Tiểu vương quốc Ả Rập Thống nhất. Anh đá ở vị trí tiền đạo.

## Sự nghiệp câu lạc bộ

### Sự nghiệp ban đầu
Ban đầu Diop thi đấu cho Al Watani ở Saudi League. Anh là vua phá lưới của Giải bóng đá ngoại hạng Liban 2009–10.

### Al-Karamah
Vào tháng 8 năm 2010, Diop ký hợp đồng với câu lạc bộ Giải bóng đá ngoại hạng Syria Al-Karamah với thời hạn 3 năm.